# جي. سي. إدموندسون
جي. سي. إدموندسون (بالإنجليزية: G. C. Edmondson)‏ (11 أكتوبر 1922، واشنطن في الولايات المتحدة - 14 ديسمبر 1995، سان دييغو في الولايات المتحدة)؛ روائي أمريكي.